# برونو ماتسون
برونو ماتسون (به سوئدی: Bruno Mathsson)؛ (زادۀ ۱۳ ژانویهٔ ۱۹۰۷ میلادی – درگذشتۀ ۱۷ اوت ۱۹۸۸ میلادی) یک طراح مبلمان و معمار اهل سوئد بود که ایده‌هایش با کارکردگرایی، مدرنیسم و همچنین سنت قدیمی صنایع دستی سوئدی همسو بود.

## زندگی‌نامه

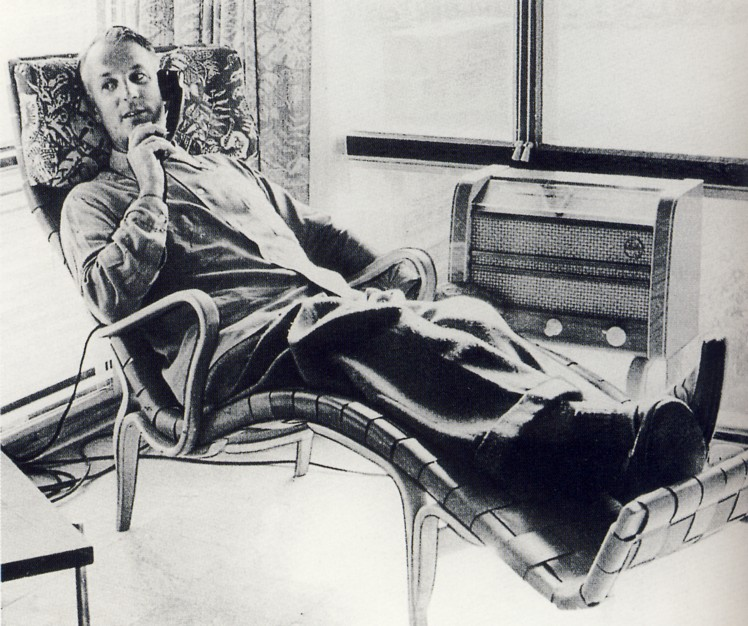
برونو ماتسون در سال ۱۹۵۰ میلادی

ماتسون پسر یک کابینت‌ساز در شهر ورنمو در منطقۀ اسملاند سوئد، بزرگ شد. پس از مدت کوتاهی تحصیل در مدرسه، در نگارخانهٔ پدر شروع به کار کرد. او به زودی علاقۀ زیادی به مبلمان و به ویژه صندلی‌ها، عملکرد و طراحی آن‌ها پیدا کرد. در دهه‌های ۱۹۲۰ و ۱۹۳۰ میلادی او تکنیک‌هایی را برای ساخت صندلی‌های چوب‌خمیده با الیاف بافته‌شدۀ کنفی توسعه داد. اولین مدل آن، به نام ملخ، در بیمارستان ورنمو در سال ۱۹۳۱ میلادی استفاده شد.
ادگار کافمن جونیور، مدیر بخش طراحی صنعتی در موزۀ هنر مدرن (ام‌اُ‌ام‌ای)، صندلی‌های ماتسون را جمع‌آوری کرد و آن‌ها را در چندین نمایشگاه در دههٔ ۱۹۴۰ میلادی گنجاند. کافمن، اهمیت ماتسون را در طراحی مبلمان، همتراز با آلوار آلتو می‌دانست. کافمن و خانواده‌اش همچنین یک صندلی ماتسون در خانه‌شان در فالینگ‌واتر داشتند.
ماتسون همچنین یک معمار ماهر بود. او حدود ۱۰۰ سازه را در دههٔ ۱۹۴۰ و ۱۹۵۰ میلادی تکمیل کرد. او اولین معمار در سوئد بود که سازه‌های تمام شیشه‌ای با طبقه‌های گرم ساخت. نمایشگاه مبلمان او در ورنمو (۱۹۵۰ میلادی) نمونهٔ قابل توجهی بود. این نمایشگاه امروزه به خوبی حفظ شده و برای عموم باز است. او برای خانه‌های شیشه‌ای خود، قاب‌های شیشه‌ای عایق دو و سه جداره به نام «برونو-پین» (قاب‌شیشه-برونو) را توسعه داد.
او سفرهای زیادی به ایالات متحدهٔ آمریکا داشت و به شدت تحت تأثیر خانه‌های خورشیدی جورج فرد کک قرار گرفت. معماری ماتسون نیز تحت تأثیر بازدید از خانۀ ایمز، اثر چارلز و ری ایمز در مارس ۱۹۴۹ میلادی درست در زمان تکمیل آن بود.

## آثار

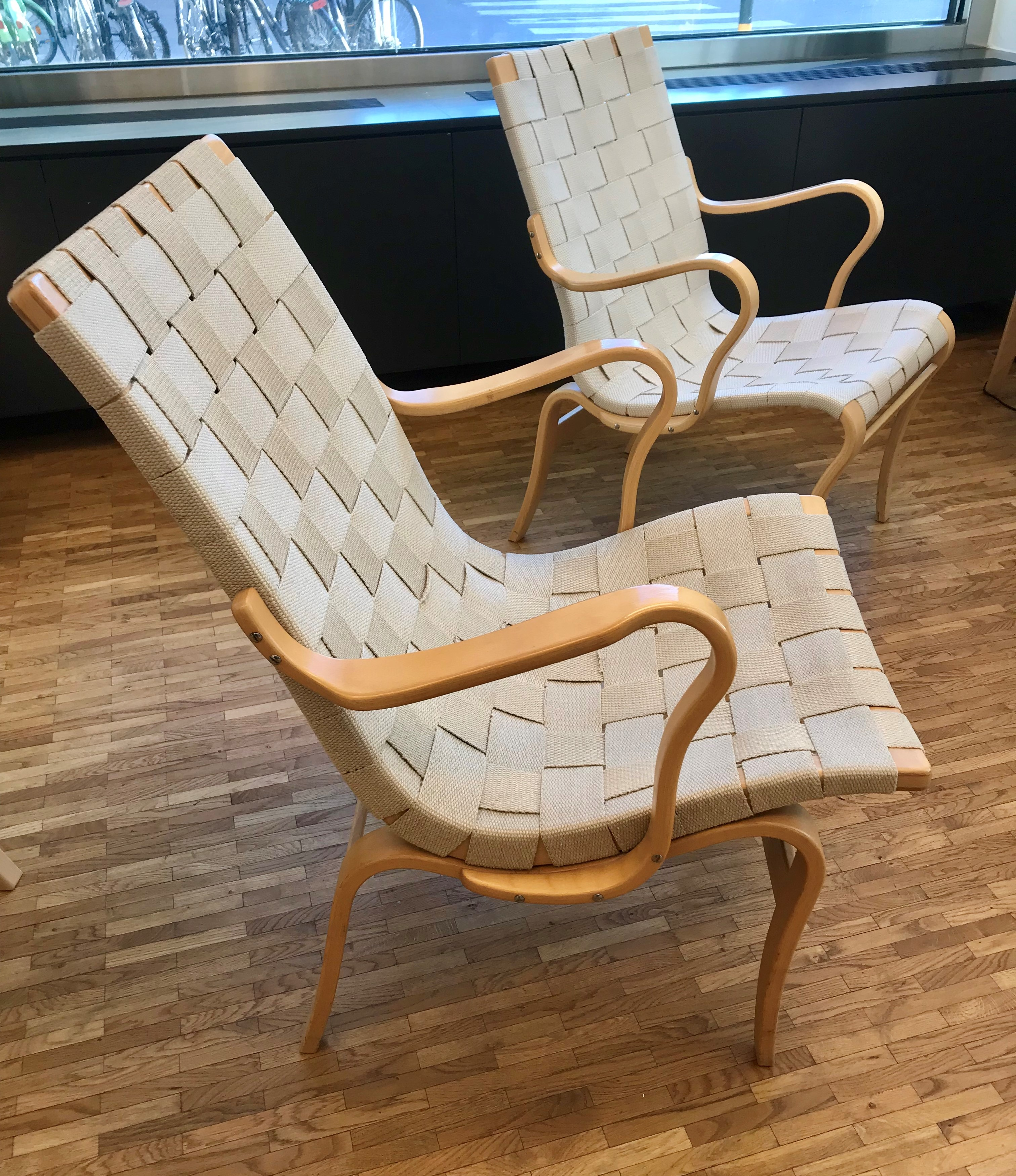
صندلی‌های اوا و مینا، اثر: ماتسون

### مبلمان
- صندلی گرس‌هاپر (ملخ) (۱۹۳۱ میلادی)
- میمت (۱۹۳۲ میلادی)
- پرنیلا (۱۹۳۴ میلادی)
- صندلی اوا (۱۹۳۵ میلادی)
- میز تاشو (۱۹۳۵ میلادی)
- تخت‌خواب پاریس (۱۹۳۷ میلادی)
- صندلی چرخان (۱۹۳۹–۱۹۴۰ میلادی)
- صندلی‌لمیدنی پرنیلا
- صندلی جتسون
- مجموعه میز ابر-بیضی™، با پیت هین (۱۹۶۶ میلادی)

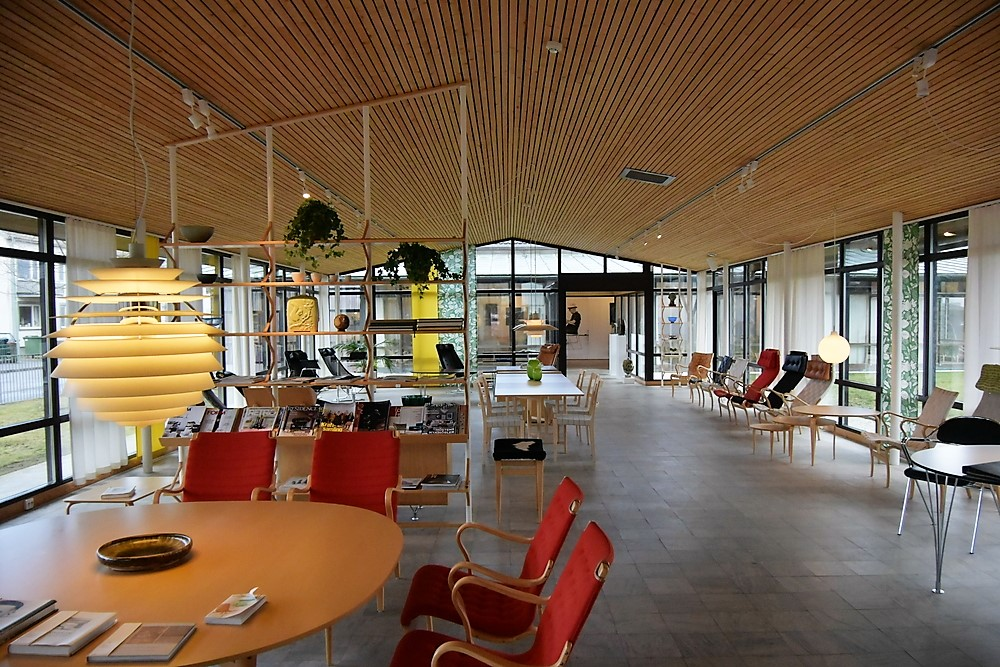
نمایشگاه مبلمان برونو ماتسون، ورنمو (۱۹۵۰ میلادی)

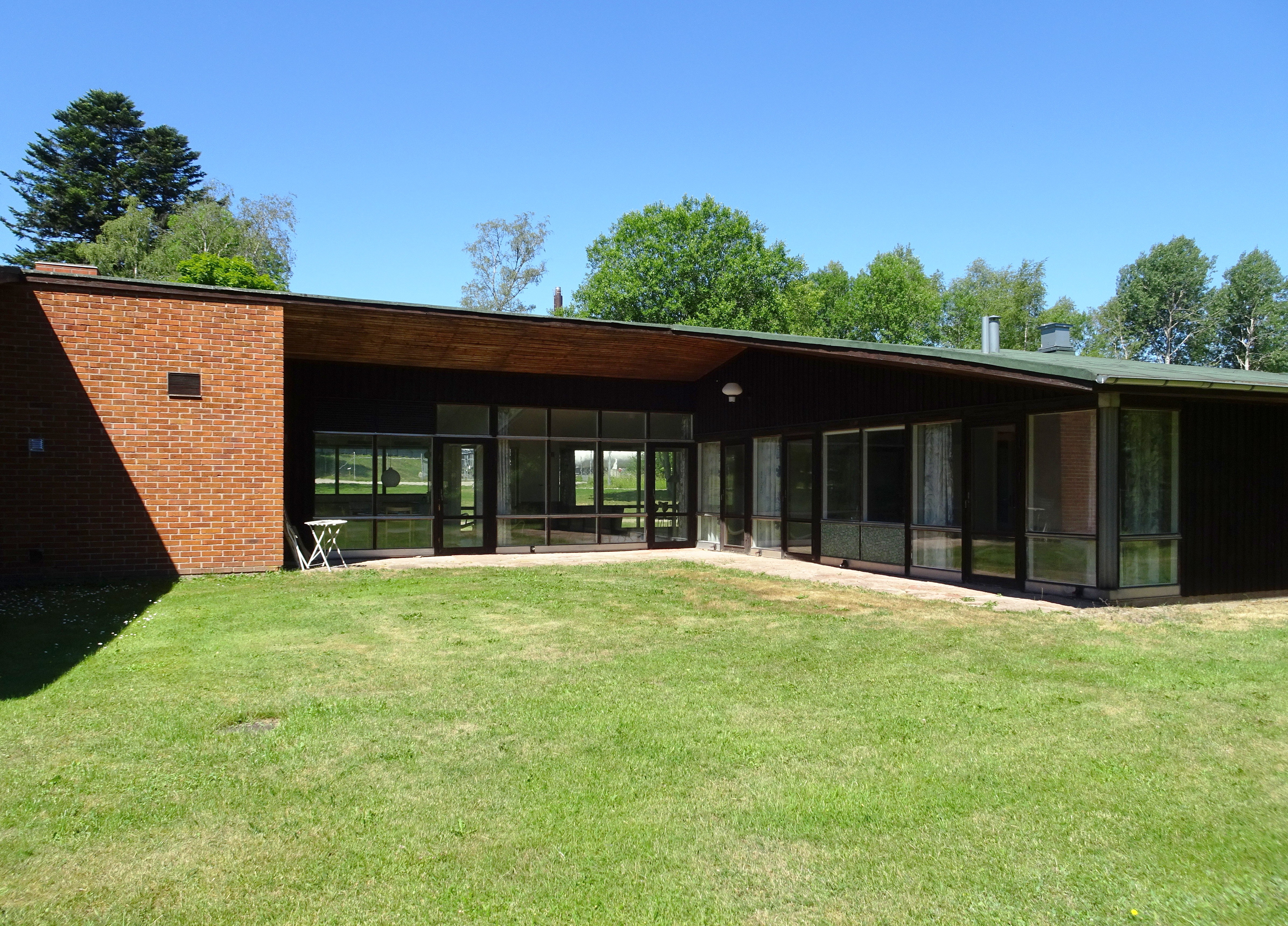
آثارشیشه‌ای کوستا (۱۹۵۶ میلادی)

- میزهای تودرتو آنیکا (۱۹۶۸ میلادی)

### معماری
- نمایشگاه مبلمان برونو ماتسون، ورنمو (۱۹۵۰ میلادی).
- خانه در داندرید (۱۹۵۵ میلادی).
- ویلا پرنکر، کونگسور (۱۹۵۵ میلادی).
- سالن نمایشگاه و اقامتگاه‌های آثارشیشه‌ای کوستا، کوستا (۱۹۵۶ میلادی).
- کلبهٔ آخر هفته در فراساکول (۱۹۶۰ میلادی).
  - «یکی از جسورانه‌ترین نمونه‌های خانه‌های شیشه‌ای او».[۳]
- سدراکول، خارج از ورنمو (۱۹۶۵ میلادی).[۹]